# Etsi Ksafnika
«Etsi Ksafnika» (грец. Έτσι Ξαφνικά) — пісня грецького співака  Антоніса Ремоса, записана для альбому «Kairos Na Pame Parakato», який вийшов у 1998 році. Пісню написав Антоніс Вардис на слова Юли Георгіу.

## Історія пісні
Для диску «Kairos Na Pame Parakato» Антоніс Ремос мав записати пісню «Tosa grammata», автором якої був Янніс Паріос. Однак зрештою Паріос вирішив сам включити цю пісню до свого диску «Tosa grammata» (1998). Антоніс Ремос, тоді ще виконавець-початківець, дізнавшись про це, був дуже засмучений — диск втратив свій 100 % хіт. У той час Антоніс Ремос співпрацював у ночному клубі з Антонісом Вардисом, який у цій ситуації, запропонував свою нову баладу «Etsi Ksafnika».
Пісня мала приголомшливий успіх, стала величезним успіхом Ремоса і багато в чому визначила стрімкий зліт його кар'єри. З тих пір практично на кожному концерті Ремос виконує «Etsi ksafnika». В 2003 році для диска «Ό,τι έχω στο χαρίζω» Вардис написав пісню «Θέλω να μάθω», яка інтерпретує і продовжує баладу «Etsi ksafnika». «Θέλω να μάθω» Вардіс записав в дуеті з Антонісом Ремосом. Відеокліп на пісню «Etsi ksafnika» знятий на острові Евбея (режисер — Манос Кампітес).

## Дискографія пісні
Пізніше пісню виконували Антоніс Вардіс, Наташа Теодоріду, Марінелла, Константінос Аргірос, Йоргос Сабаніс та інші. Балада увійшла до дисків:
 Антоніса Ремоса:
- 1998 — Kairos Na Pame Parakato
- 2001 — Μια Νύχτα Μόνο
- 2004 — The video Collection
- 2007 — Marinella & Antonis Remos — Live (Ремос, Марінелла)

 Антоніса Вардіса:
- 2000 — «Τα καλύτερά μας χρόνια, είναι τώρα»[4]